# 一锅烩

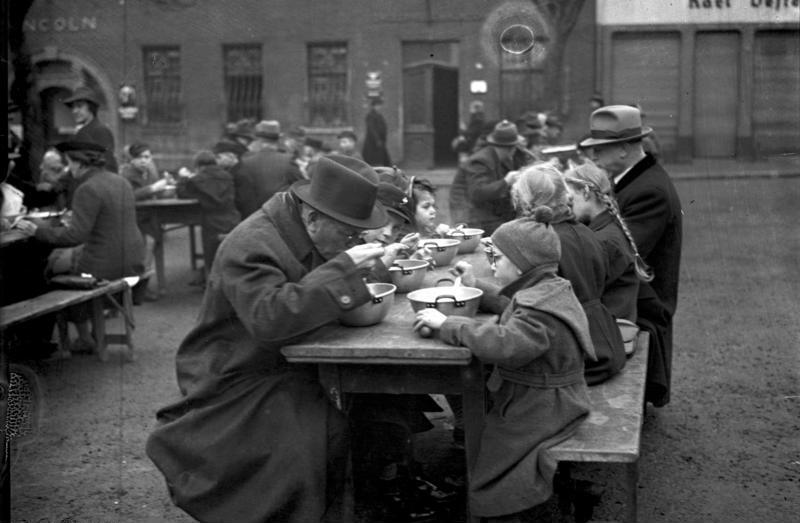
纳粹德国时期的冬季援助事业会组织“周日一锅烩活动”来救济经济困难的百姓，1938年沃尔姆斯市。

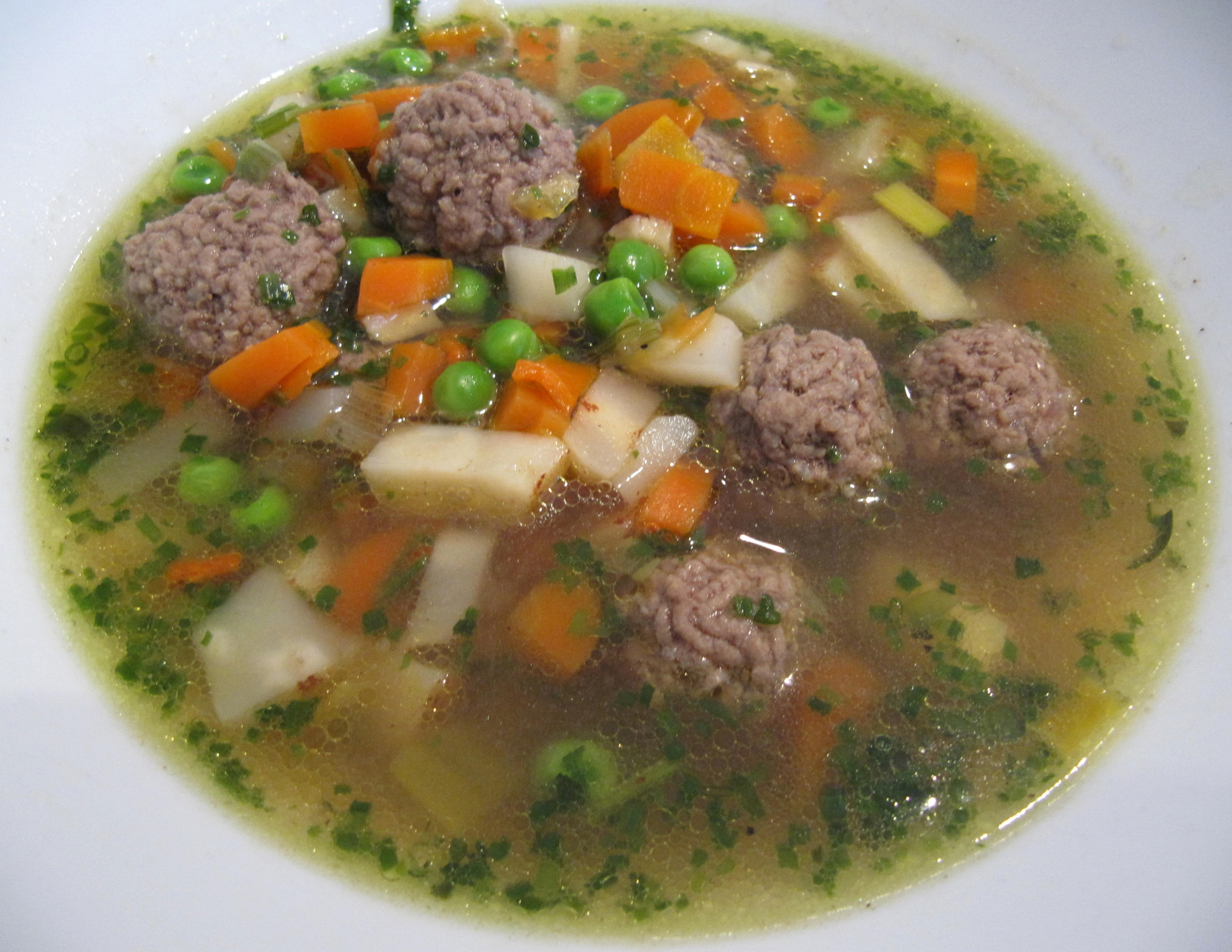
北德流行的一种样式，由胡萝卜、马铃薯、豌豆和肉丸炖成。

一锅烩（德語：Eintopf，“一锅”）是一种德国的浓汤或炖菜，将多种食材放入锅中炖煮即成，无特别菜谱。通常包含蔬菜和淀粉类食物，可以饱腹。不同地区的偏好略有不同，也可以加入肉类。